# Il super capo
Il super capo (Wagon Heels) è un film del 1945 diretto da Robert Clampett. È un cortometraggio d'animazione della serie Merrie Melodies, uscito negli Stati Uniti il 28 luglio del 1945, e ha come protagonista Porky Pig.

## Trama
Nel 1849 (negli anni della corsa all'oro californiana), Porky Pig sta guidando una carovana di carri verso la California ed entra nel territorio di Injun Joe, un nativo americano talmente forte da spaccare in due una montagna passandoci attraverso. Mentre va in avanscoperta, il maiale si imbatte in un hillbilly buffo di nome Sloppy Moe, che dice di conoscere un segreto che dirà solo nel culmine del cartone. Quando Joe attacca la carovana, Porky arriva per cercare di fermarlo, ma il nativo americano lo insegue fino a un precipizio e cerca di prendersi il suo scalpo (un singolo capello).
Allora giunge Sloppy, che rivela il suo segreto: Injun Joe soffre il solletico. Pertanto, Moe inizia a solleticare il super capo, facendolo indietreggiare dalle risate fino a farlo cadere dal precipizio. Joe sprofonda nella terra portandosi con sé il suo dominio e allungando gli Stati Uniti fino alla costa dell'Oceano Pacifico. Il narratore termina la storia lodando Porky e Sloppy Moe come degli eroi, mentre Moe fa il solletico al maiale.

## Produzione
Il cartone è un rifacimento a colori di Injun Trouble, un corto in bianco e nero della serie Looney Tunes (1938). Tutte le voci tranne quella del narratore e di Sloppy Moe si devono a Mel Blanc, accreditato per la prima volta in un cartone che non avesse come protagonista Bugs Bunny. Oltre alla tipica musica stereotipata sui nativi americani, la colonna sonora di Carl Stalling fa uso di alcuni segmenti di Kingdom Coming, una canzone della guerra civile americana, convertendola persino in una chiave minore a un certo punto. Anche Oh! Susanna è presente nella colonna sonora. Il super capo fu, inoltre, il primo cartone a iniziare con una versione aggiornata di Merrily We Roll Along, il tema delle Merrie Melodies.
Anche se Izzy Ellis viene accreditato tra gli animatori di questo cartone, in realtà egli non animò alcuna scena per questa pellicola. Forse si tratta di un errore di trascrizione, dato che Ellis allora si spostava tra l'unità di Bob Clampett e quella di Robert McKimson. Tuttavia, Ellis aveva animato il corto originale del 1938.
Il cartone è stato criticato per il fatto che ritrae i nativi americani in modo stereotipato e insensibile. L'appellativo di "super capo" per riferirsi a Injun Joe è un riferimento al Super Chief, un treno attivo all'epoca tra l'Illinois e la California.

## Distribuzione

### DVD
Il corto fu pubblicato in DVD-Video in America del Nord nel terzo disco della raccolta Looney Tunes Golden Collection: Volume 5, distribuita il 30 ottobre del 2007. Fu poi incluso nel DVD Porky Pig and Friends: Hilarious Ham della collana Looney Tunes Super Stars, uscito in America del Nord il 6 novembre del 2012.